# Louis de La Vallée-Poussin
Louis Étienne Joseph Marie de La Vallée Poussin (Liegi, 1º gennaio 1869 – Bruxelles, 18 febbraio 1938) è stato uno storico delle religioni e orientalista belga, primo studioso occidentale ad affrontare il Buddhismo Vajrayāna.
Nato a Liegi il 1º gennaio 1869 da padre francese e madre belga, Louis de La Vallée-Poussin
optò successivamente per la nazionalità belga.
Fu allievo di Philippe Colinet e Charles de Harlez all'Università di Lovanio nel biennio 1888-1890 dove ottenne, nel 1891, un dottorato in "Lingue orientali". Studiò successivamente alla Sorbona di Parigi con Sylvain Lévi e Victor Henri e, all'Università di Leiden, con Hendrik Kern.
Nel 1894 venne nominato professore all'Università di Gand che lasciò nel 1924 per l'avvenuta fiamminghizzazione.
Nel 1921 fonda la Société Belge d'Études Orientales e, nel 1931, la rivista Melanges chinois et bouddhiques.
Orientalista di fama internazionale, era specializzato in sanscrito, pāli, tibetano, cinese e avestico. Esperto di grammatica comparata, studiò per tutta la sua vita il Buddhismo a cui dedicò ben 324 opere.
Con Bouddhisme, études et materiaux, fu il primo studioso occidentale ad affrontare il Buddhismo Vajrayāna.
I suoi studi sull'Abhidharmakośa (Tesoro dell'Abhidharma, cinese 阿毘達磨倶舍論本頌 pinyin Āpídámójùshèlùn běnsòng, giapp. Abidatsumakusharon honshō, tibetano Chos-mngon-pa'i mdzod, conservato nel Canone cinese, nel Pítánbù e nel Canone tibetano nel Kanjur), opera di commento di Vasubandhu (V secolo d.C.) alla Mahāvibhāṣā, riportati nei sei volumi dell'Abhidharmakośa de Vasubandhu (Paris: 1923-31) lo resero famoso e sono tutt'oggi letti con grande attenzione.
Fu un eccellente studioso anche di Xuánzàng (玄奘, 602-664), il famoso pellegrino buddhista cinese e traduttore di testi dal sanscrito al cinese.
Tra le sue opere:
- Nirvāņa
- La Morale bouddhique
- Le Védisme, 1909.
- Documents d'Abhidharma: La controverse du temps, des dieux, les quatre, les trois vérités
- L'Abhidharmakośa de Vasubandhu. 6 vols. Paris: 1923-31.
- Vijñaptimātratāsiddhi: La siddhi de Hiuantsang
- L'Inde aux temps des mauryas et des Barbares, Grecs, Scythes, Parthes et Yue-Tchi
- Dynasties et histoire de l'Inde depuis Kanişka jusqu'aux invasions musulmanes (1935)
- Bouddhisme. Opinions sur l'histoire de la dogmatique
- Indo-européens et indo-iraniens. L'Inde jusque vers 300 avant J.-C